# AIS Airlines
AIS Airlines - голландська авіакомпанія зі штаб-квартирою в аеропорту Лелістад, Нідерланди. Окрім регулярних, він здійснює чартерні рейси та послуги мокрого лізінгу.
Авіакомпанія була заснована в 2009 році

## Напрямки
Авіакомпанія здійснює рейси до аеропортів:
Німеччина
- Берлін-Тегель
- Мюнстер/Оснабрюк (базовий)
- Штутгарт

Швеція (під орудою Amapola Flyg)
- Турсбю
- Гаґфорс
- Стокгольм-Арланда

## Флот
Флот на листопад 2019:
| Тип                            | В дії | Замовлено | Пасажирів (Економ) | Notes |
| ------------------------------ | ----- | --------- | ------------------ | ----- |
| British Aerospace Jetstream 32 | 8     | 0         | 19                 |       |
| Разом                          | 8     | 0         |                    |       |